# جوجل القمر
جوجل القمر (بالإنجليزية: Google moon)‏ هي خدمة مشابهة لخدمة خرائط جوجل، لكنها تعرض صوراً فضائية للقمر. أطلقتها جوجل في 20 يوليو تموز 2005 وهي الذكرى 36 على إطلاق هبوط المركبة أبولو 11 على سطح القمر. نقاط الهبوط لكل من مهمات أبولو مبينة في صورة فضائية وتقدم المزيد من المعلومات مع تكبير الصورة .

## وصلات خارجية
- الموقع الرسمي